# Mirtis de Antedón
Mirtis de Antedón (en griego antiguo: Μυρτίς, Myrtís) fue una poetisa griega que habitó, en el siglo VI a. C., en Antedón, Beocia. 
Presuntamente fue la maestra de Píndaro de Tebas y de Corina de Tanagra. Los estudiosos creen que fue la más temprana en la línea de los poetas líricos que surgieron del distrito de Beocia.
Todo lo que se conoce de la poesía de Mirtis se puede deducir a partir de lo que Plutarco parafrasea, en prosa, a partir de uno de sus poemas. Plutarco cita a Mirtis como fuente de la historia que explica por qué las mujeres tenían prohibido entrar en un bosque sagrado dedicado al héroe local, Eunosto, en la ciudad beocia de Tanagra. El poema de Mirtis explica cómo una mujer llamada Ocna, prima de Eunosto, fue rechazada por él y, enfadada y desesperada por el amor no correspondido, le dijo a sus hermanos que Eunosto la había violado, tras lo que le mataron, tras ser capturado por su padre. Ocna, pidiendo la compasión de sus hermanos, confesó su mentira; se le permitió exiliarse, y terminó con su vida saltando desde un acantilado.

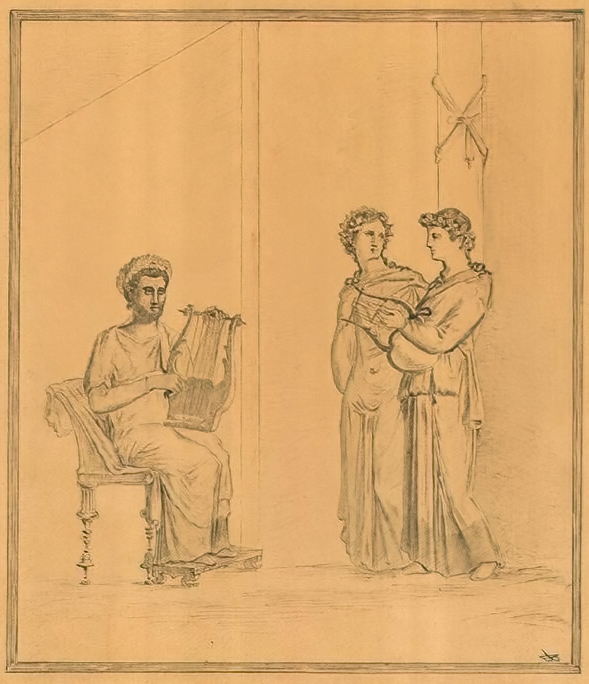
Croquis de 1879 de un fresco pompeyano destruido, mostrando lo que parecen ser las figuras de Píndaro, sentado, junto a Corina y Mirtis.

Según la Suda, Mirtis fue llamada «dulce sonido» por Antípatro de Tesalónica y «voz clara» por Corina. Antípatro la incluyó en su canon de nueve poetisas. Al parecer, Corina criticó a Mirtis, como mujer, por atreverse a competir con Píndaro. Taciano, un retórico ambulante y apologista cristiano del siglo II, dijo que una estatua de bronce de Mirtis fue hecha por el desconocido escultor Boisco. También parece que un fresco de Pompeya, ahora perdido, muestra a Mirtis junto a Corina y Píndaro, tal como se ve en croquis a mano en 1879 de la pintura perdida.